# Chiasmocleis albopunctata
Chiasmocleis albopunctata é uma espécie de anfíbio da família Microhylidae.
Pode ser encontrada nos seguintes países: Bolívia, Brasil e Paraguai.
Os seus habitats naturais são: florestas secas tropicais ou subtropicais , savanas áridas, savanas húmidas, matagal húmido tropical ou subtropical, campos de gramíneas de baixa altitude subtropicais ou tropicais sazonalmente húmidos ou inundados, lagos de água doce intermitentes, marismas intermitentes de água doce, terras aráveis, pastagens, jardins rurais, florestas secundárias altamente degradadas, lagoas, áreas agrícolas temporariamente alagadas e canals e valas.